# Leander Starr Jameson

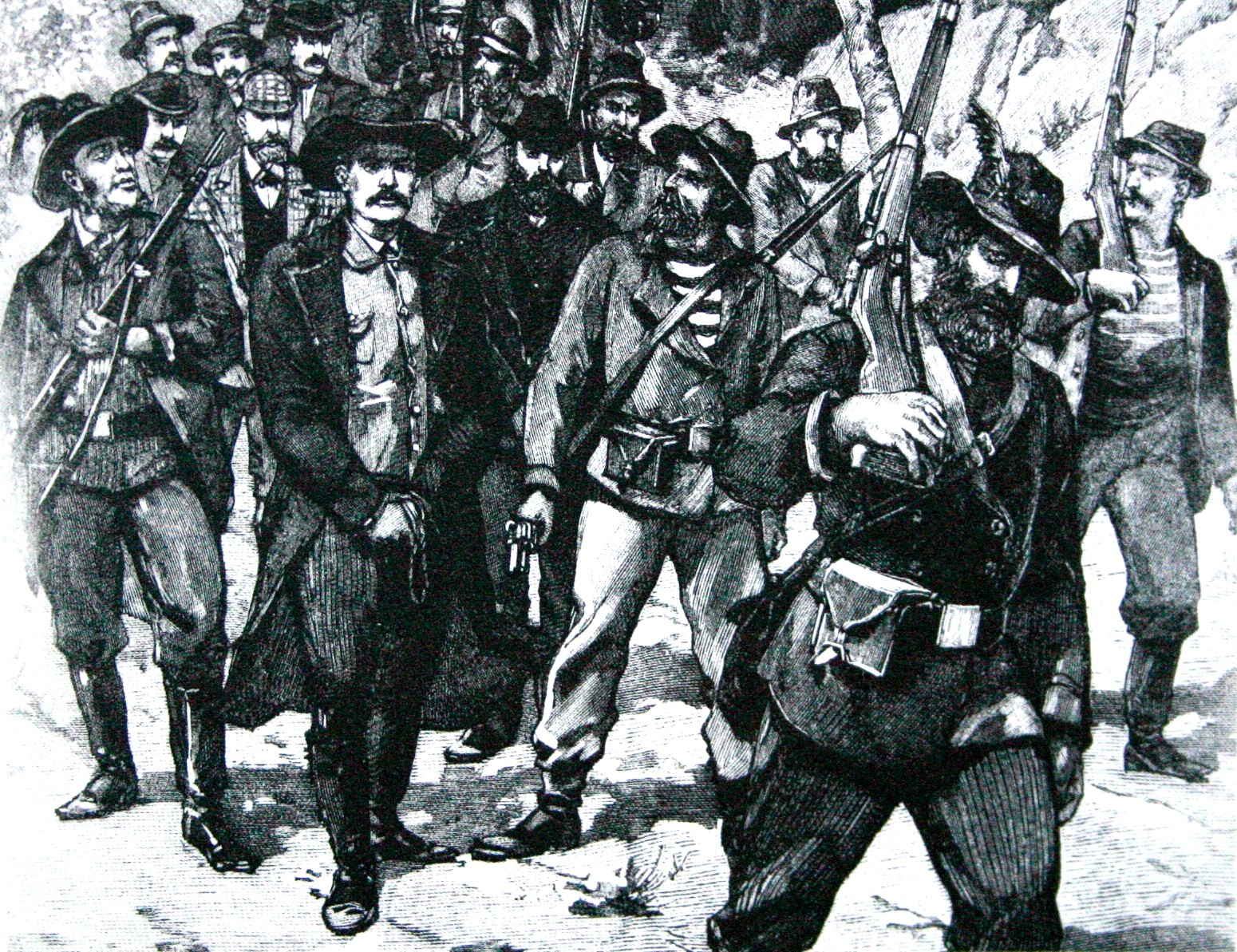
Arresto de Leander Starr Jameson en el Jameson Raid.

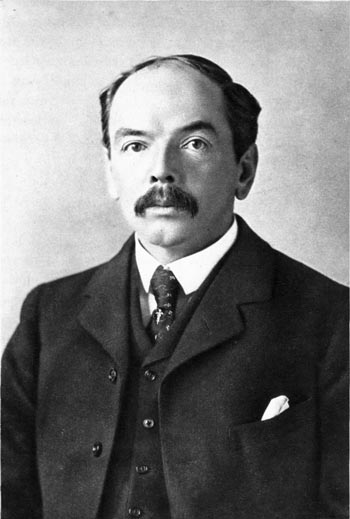

Leander Starr Jameson, 1.er Baronet (Edimburgo, Escocia, Reino Unido, 9 de febrero de 1853 - Londres, Inglaterra, Reino Unido, 26 de noviembre de 1917), Orden de San Miguel y San Jorge (KCMG), también conocido como "Doctor Jim", fue un médico y político colonial británico, más conocido por su participación en el Jameson Raid.

## Biografía
Tras estudiar médicina en Londres, viajó a Sudáfrica en 1878 y se convirtió en administrador de la Compañía Británica de Sudáfrica. Como socio de Cecil Rhodes, lideró una incursión no autorizada en la República de Transvaal a finales de 1895 y fue capturado por los bóers. Entregado a su gobierno, fue condenado a una corta pena de prisión. La llamada "Incursión Jameson" (Jameson Raid) contribuyó al estallido de la Guerra de los Bóers y, aunque estuvo encarcelado, Jameson se convirtió en una especie de héroe nacional. Posteriormente, fue elegido miembro de la legislatura de la Colonia del Cabo y se desempeñó como primer ministro de dicha colonia de 1904 a 1908. Regresó a Inglaterra en 1912, terminando su carrera como presidente de la Compañía Británica de Sudáfrica. 